# Nagoya-jinja

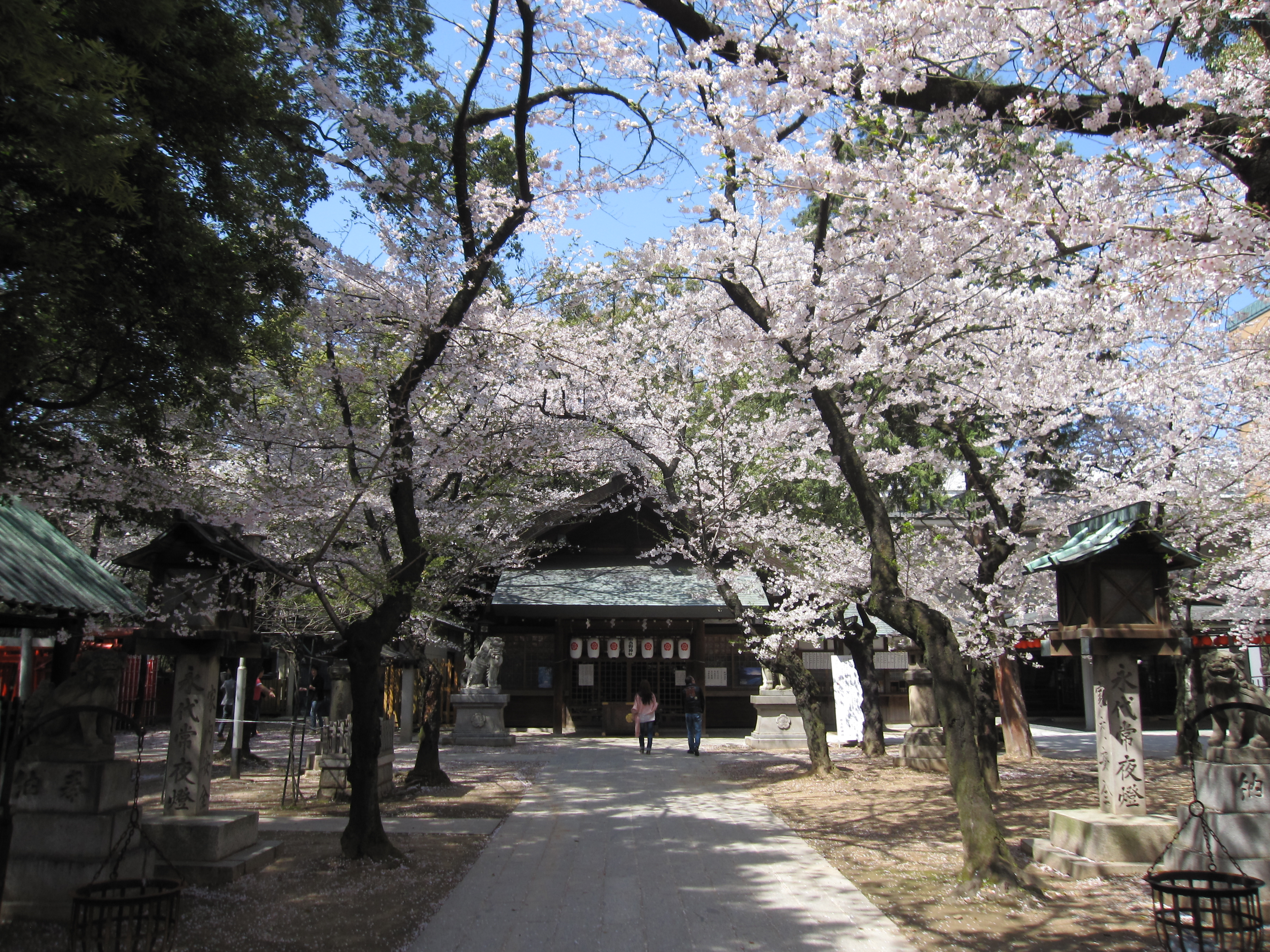
Bâtiment principal du Nagoya-jinja au printemps (2012).

Le Nagoya-jinja (那古野神社) est un sanctuaire shinto situé à Marunouchi dans l'arrondissement Naka-ku de Nagoya au centre du Japon.

## Histoire
Le Nagoya-jinja est établi en 911 et consacré au dieu shintō Susanoo, dieu des tempêtes, frère d'Amaterasu la déesse du soleil, et de Tsukuyomi le dieu de la lune.
D'abord appelé « Tennosha » (天王社), il se trouve au sud du château de Nagoya près du Nagoya Tōshō-gū (東照宮) et héberge le dieu gardien du château. Il est transféré à son emplacement actuel en 1876 ; l'ancien site est à présent occupé par des bâtiments administratifs.
Le festival (Tennōsai) du Nagoya-jinja se tient tous les 15 et 16 juillet.